# Hellenthal
Hellenthal település Németországban, azon belül Észak-Rajna-Vesztfália tartományban. Lakosainak száma 8013 fő (2023. december 31.). Hellenthal Kall, Schleiden, Dahlem és Nettersheim községekkel határos.

## Népesség
A település népességének változása:
| Lakosok száma | 8547 | 8094 | 7929 | 7895 | 7827 | 7925 | 8013 |
|               | 1975 | 2015 | 2017 | 2019 | 2021 | 2022 | 2023 |